# Alexander Sample
Alexander King Sample (ur. 7 listopada 1960 w Kalispell) – amerykański duchowny katolicki, arcybiskup metropolita Portlandu.

## Życiorys
Przyszedł na świat w rodzinie Alexandra i Joyce z domu Dory. Ojciec miał pochodzenie szkockie, a matka polskie. Ukończył seminaria w Saint Paul i Columbus. Święcenia kapłańskie otrzymał 1 czerwca 1990 w katedrze św. Piotra w Marquette z rąk miejscowego ordynariusza. W świątyni tej służył następnie jako wikariusz. W roku 1996 uzyskał licencjat z prawa kanonicznego na Angelicum w Rzymie. Po powrocie do kraju był m.in. kanclerzem diecezji Marquette, członkiem Kolegium konsultorów, diecezjalnym kapelanem Rycerzy Kolumba, sędzią w Trybunale Diecezjalnym i wicepostulatorem w procesie beatyfikacyjnym bpa Frederica Baragi, pierwszego ordynariusza diecezji.
13 grudnia 2005 otrzymał nominację na biskupa Marquette. Sakry udzielił mu kardynał Adam Maida. W chwili nominacji był najmłodszym biskupem w episkopacie USA.
29 stycznia 2013 papież Benedykt XVI mianował go arcybiskupem metropolitą Portland w Oregonie. Ingres odbył się 2 kwietnia 2013.
Paliusz otrzymał z rąk papieża Franciszka w dniu 29 czerwca 2013.